# Varanus eremius
Varanus eremius är en ödleart som beskrevs av Lucas och Frost 1895. Varanus eremius ingår i släktet Varanus och familjen Varanidae. Inga underarter finns listade i Catalogue of Life.
Arten förekommer i Australien i Western Australia och Northern Territory samt i angränsande områden av South Australia och Queensland. Honor lägger ägg. Ödlan lever i låglandet och i kulliga områden. Den vistas i halvöknar och gräsmarker. Födan utgörs av insekter och små ödlor.
För beståndet är inga hot kända. Hela populationen anses vara stabil. IUCN listar arten som livskraftig (LC).